# 聖なる痛みを抱いて
「聖なる痛みを抱いて」（せいなるいたみをだいて）は、高橋洋子の20枚目のシングル。2008年3月12日にMMVから発売された。

## 概要
- マーベラスエンターテイメントから発売された唯一のシングル。
- 表題曲の「聖なる痛みを抱いて」は、ニンテンドーDS用に発売されたゲーム『ルクス・ペイン』のオープニングテーマとして使用された[1]。
- フルサイズとゲームサイズで、イントロ部分のアレンジが異なる。
- 2025年現在、2曲とも高橋洋子のアルバムには収録されていない。

## 収録曲
1. 聖なる痛みを抱いて [4:33]
作詞：森由里子、作曲・編曲：伊藤賢治
  - ゲーム『ルクス・ペイン』オープニングテーマ
2. On/Off [4:30]
作詞：高橋洋子、作曲・編曲：大森俊之
3. 聖なる痛みを抱いて (inst) [4:32]
4. On/Off (inst) [4:28]

## 参加ミュージシャン
- ギター：凪
- ベース：弘田佳孝

## 収録アルバム
| 曲名               | バージョン | 収録アルバム                      | 発売日        | 規格品番   | トラック番号 |
| ------------------ | ---------- | --------------------------------- | ------------- | ---------- | ------------ |
| 聖なる痛みを抱いて | game ver.  | 『LUX-PAIN ORIGINAL SOUNDTRACKS』 | 2008年4月23日 | MJCD-20119 | #1           |